# 2008年北京オリンピックのバハマ選手団
2008年北京オリンピックのバハマ選手団（2008ねんペキンオリンピックのバハマせんしゅだん）は、2008年8月8日から8月24日にかけて中国の北京を主として開催された2008年北京オリンピックのバハマ選手団、およびその競技結果。

## 概要
今大会は銀メダル1個、銅メダル1個、合計2個のメダルを獲得した。

## メダル
| メダル | 選手名                                                                            | 競技 | 種目             |
| ------ | --------------------------------------------------------------------------------- | ---- | ---------------- |
| 銀     | アンドレッティ・ベイン マイケル・マシュー アンドレ・ウィリアムズ クリス・ブラウン | 陸上 | 男子4×400mリレー |
| 銅     | リーバン・サンズ                                                                  | 陸上 | 男子三段跳       |